# Sibon perissostichon
Sibon perissostichon là một loài rắn trong họ Rắn nước. Loài này được Köhler, Lotzkat & Hertz mô tả khoa học đầu tiên năm 2010.